# Третий Сплавной Участок
Тре́тий Сплавно́й Уча́сток — посёлок в районе имени Лазо Хабаровского края России. Входит в состав Бичевского сельского поселения.

## География
Третий Сплавной Участок стоит на правом берегу реки Хор, в её среднем течении. По реке Хор в XX веке проводился сплав леса, отсюда произошло название.
Дорога к Третьему Сплавному Участку идёт на юго-восток от посёлка Переяславка через сёла Екатеринославка, Георгиевка, Петровичи, Полётное, Прудки, Кия и Бичевая.
Расстояние до административного центра сельского поселения села Бичевая около 3 км, расстояние до районного центра посёлка Переяславка около 70 км.
От Третьего Сплавного Участка на юго-восток (вверх по реке Хор) дорога идёт к посёлку Кутузовка.

## Население
| 2002 | 2010 | 2011 | 2012 | 2021 |
| ---- | ---- | ---- | ---- | ---- |
| 92   | ↘63  | →63  | ↘52  | ↘49  |

## Улицы
В селе имеются две улицы: Лесная и Речная.

## Экономика
Предприятия, занимающиеся заготовкой и переработкой леса.